# 田出井山古墳

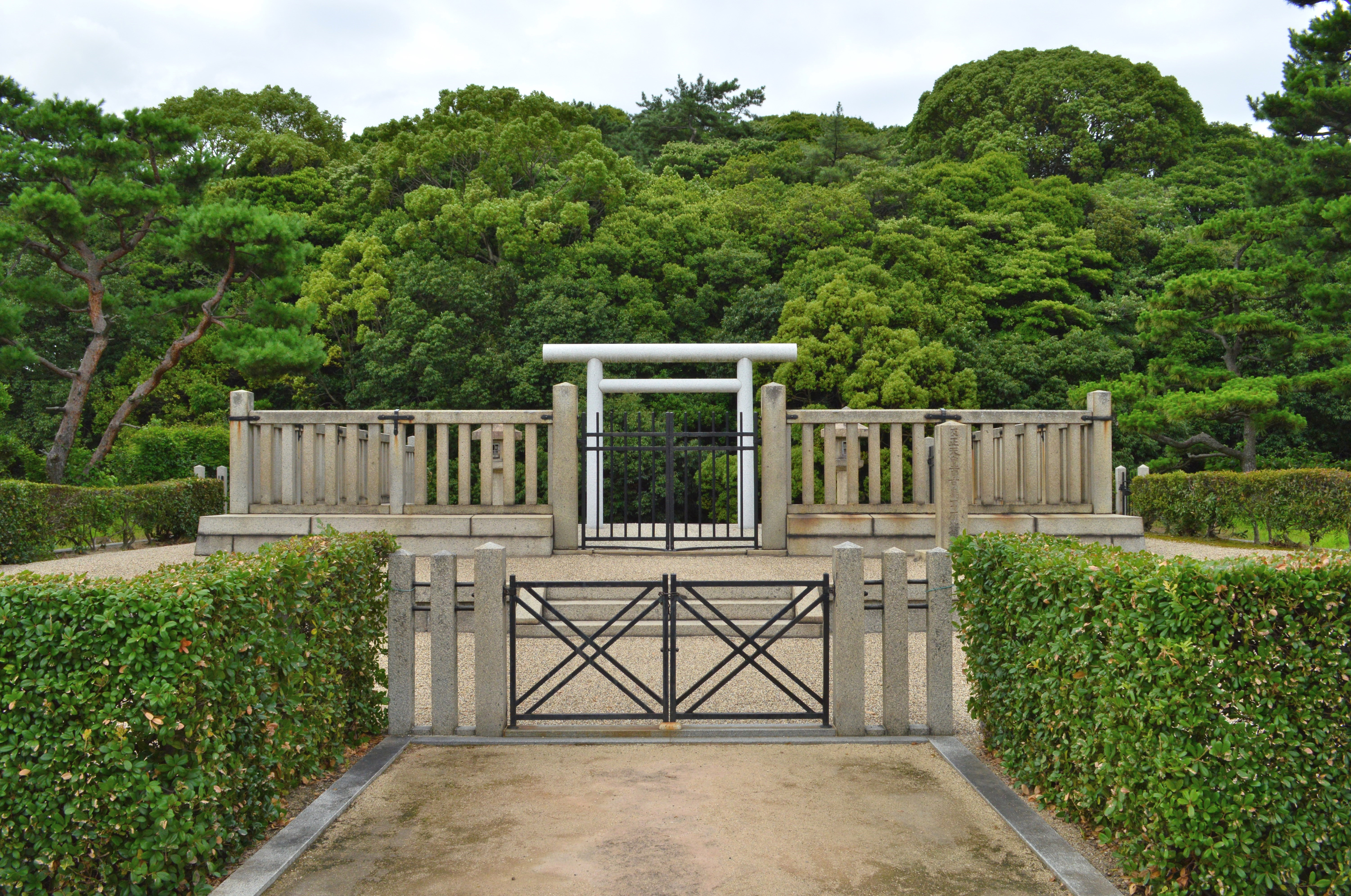
反正天皇百舌鳥耳原北陵 拝所

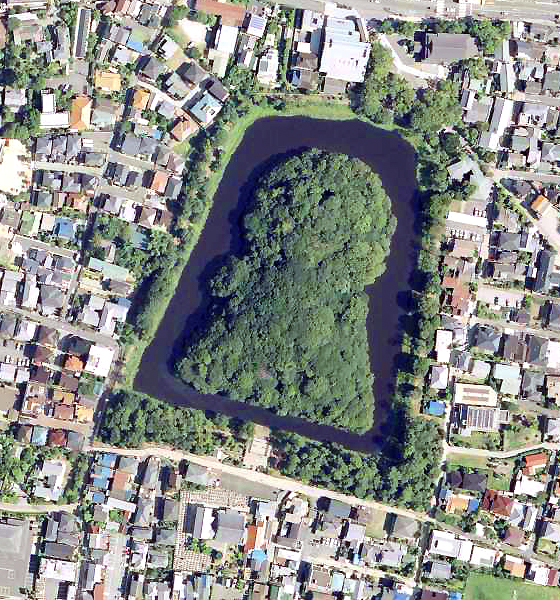
田出井山古墳の空中写真（2007年）

田出井山古墳（たでいやまこふん）は、大阪府堺市堺区北三国ヶ丘町にある前方後円墳である。百舌鳥古墳群を構成する古墳の1つで、実際の被葬者は明らかでないが、宮内庁により「百舌鳥耳原北陵（もずのみみはらのきたのみささぎ）」として第18代反正天皇の陵に治定されている。世界文化遺産 百舌鳥・古市古墳群 -古代日本の墳墓群- の構成資産の一部として登録されている。

## 概要
百舌鳥古墳群の北端に位置し、大阪湾からの眺望を意識し、場所の選定と墳丘の方向が決めたと考えられ、台地の西縁部に等高線と墳丘主軸線を並行させるように前方部を南に向けて築造されている。全長約148メートル、後円部径約76メートル、高さ約13メートル、前方部幅約110メートル、高さ約15メートル、墳丘は３段築成、くびれ部の西側のみに造り出しが作られ、盾形の内濠を有する。現在は一重の周濠だが、発掘調査により、築造時は外濠のある二重の周濠であったと判明し、また、円筒埴輪、形象埴輪、須恵器などが出土した。濠の形態や出土した埴輪より、5世紀中頃に造築されたと考えられている。周辺には陪塚と推定される鈴山古墳・天王古墳があり、それらも宮内庁が管理している。
江戸時代の絵図等では「反正天皇陵」「楯井陵」の表記が見られる。楯井は当地の広域地名でもある向井の別称で、田出井に転じたとされる。前方部側の北東角の内濠に方違神社境内が接するようにある。
天皇陵に比定されている百舌鳥耳原三陵のなかで、他の2つの古墳（大仙陵古墳、上石津ミサンザイ古墳）と比べて規模がかなり小さいことから、反正天皇陵であることを疑問視する意見も多く、宮内庁も土師ニサンザイ古墳（田出井山古墳よりも大きい）を反正天皇の陵墓参考地にしている。
1869年（明治2年）の測量である「反正帝御陵外廻り分見略図」が堺市立図書館に残る。

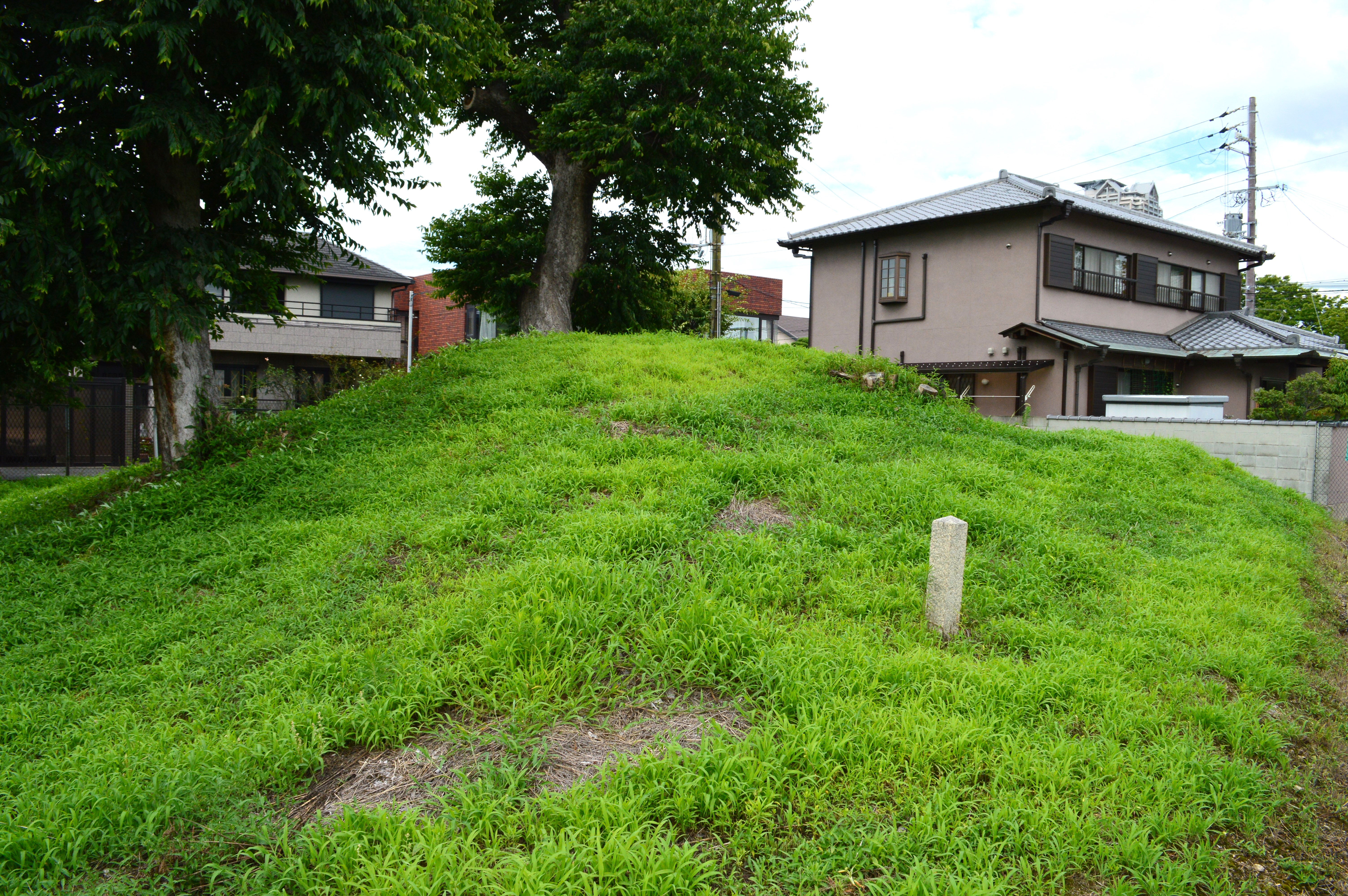
鈴山古墳
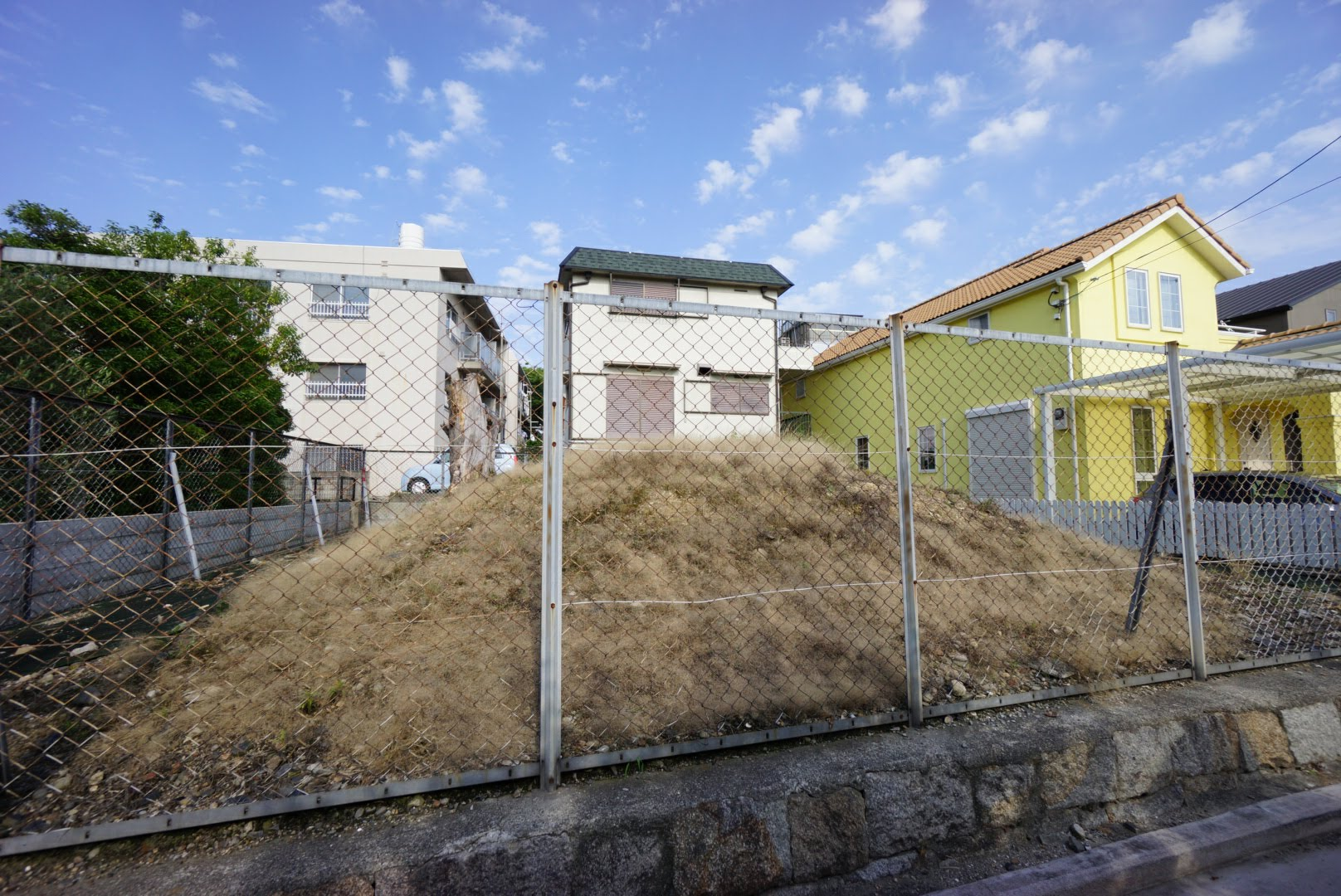
天王古墳

## 出土品
出土品として挙げられるものは、瑪瑙製勾玉、須恵器台がある。また、原位置を保っていないが円筒埴輪、形象埴輪（蓋型埴輪、家形埴輪、人物埴輪の手の部分）が出土している。出土した埴輪の特徴から五世紀後半でも古い段階のものであるとされている。反正天皇陵古墳の後円部北東側から円筒埴輪が多く出土している。

## 規模
各古墳の規模は次の通り。
- 田出井山古墳
  - 墳丘長：148メートル
  - 後円部 - 3段築成
    - 直径：76メートル
    - 高さ：13メートル

  - 前方部 - 3段築成
    - 幅：110メートル
    - 高さ：14.8メートル
- 鈴山古墳（倍塚）：形状は方墳[7]。
  - 墳丘長：22メートル
  - 高さ：3メートル
- 天王古墳（倍塚）：形状は方墳[7]。
  - 墳丘長：11メートル
  - 高さ：3メートル

## 周濠
墳丘は一重の周濠で囲まれているが、元は二重濠になっており、この二重濠については1980年（昭和55年）と1987年（昭和62年）に堺市教育委員会と宮内庁の調査によって確認されている。また、内濠と外濠との間の内堤が約23メートル、外濠幅が約11.5メートルであった。外濠が埋まったのは、13世紀中ごろから14世紀後半と考えられる。

## 調査概要
堺市で行われた発掘調査は、前方部東側（調査地1）、前方部南東隅（調査地2）、前方部南西隅西側（調査地3）、後円部北部（調査地4）で実施され、それぞれから外濠が検出された。また、それら各調査地点以外でも、範囲確認調査、工事立ち合い調査により、外濠が検出された。前方部側の外濠は調査数が少ないが、それ以外では、調査数が多く外濠の存在がほぼ確定してる。
- 調査地1・前方部東側 - 1980年（昭和55年）に、前方部墳丘南東隅から東側の濠対岸付近の私有地での発掘調査。外堀の外肩を検出し、外肩斜面は葺石が用いられ、深さは1メートル強であった。当調査地から道を挟んで内濠と外濠との間の内堤にあたる場所で、宮内庁によるトレンチ調査が行われ、外濠の内肩が検出されたことから、外濠の幅が12メートルと判明した[9]。
- 調査地2・前方部南東隅 - 1992年（平成4年）に前方部墳丘南東隅と濠の南東隅を結ぶ、延長線上の対岸付近の私有地での発掘調査。。外堀の南東の角の外肩を検出し、深さ0.7メートル以上、斜面角度25度を検出した[9]。
- 調査地3・前方部南西隅西側 - 1987年（昭和62年）に前方部側の濠南東隅の西側付近の民間開発地での発掘調査。。外堀が検出され、幅は11.5メートル、深さ0.8メートル、斜面角度約22度で、外肩にのみ葺石が検出された[9]。
- 調査地4・後円部北部 - 2005年（平成17年）墳丘主軸線延長線上付近の民間開発地での発掘調査。。外濠の外肩が検出され、幅11 - 13メートル、深さ1メートル弱で、小振りな石の葺石が検出された[9]。

全ての発掘地点において、地山に削平が及んでいるため、外濠の幅、深さの値はさらに増すことが確実である。また、すべての地点で帯水していた状況を示す状況が検出されなかった。また地山に保水力が無いことから、外濠は、空堀であった可能性が高いと考えられた。
範囲確認調査、工事立ち合いで、外濠が確認された地点は、古墳東側で3地点（うち一つをA地点とする）、古墳西側で2地点（D,E地点とする）である。
- 東側A地点 - 1984年（昭和59年）後円部東側の側方の内濠と外濠との間の内堤にあたる場所の私有地での範囲確認調査。外濠と想定される内肩が内濠側へ幅広く検出されたが、2次的な改変を伴っていたためと考えられた[9]。
- 西側D地点 - 2000年（平成12年）前方部東側の側方の外濠に相当する私有地での工事立ち合い調査。 外濠の外肩と想定される地山の傾斜を確認した[9]。
- 西側E地点 - 2002年（平成14年）後円部西側の側方の外濠に相当する民間開発地での工事立ち合い調査。2本のトレンチにより外濠幅が11.7メートルと判明し、深さは1.05メートルであったが、他の調査地点と異なる点は、主に粘土質が堆積していることから、帯水していた可能性が考えられた[9]。なお、開発地の道路設置が外濠を避ける位置に設計変更され、外濠が埋没保存された[9]。

各調査地点からは遺物が豊富に出土した。埴輪では、円筒埴輪、朝顔形埴輪、蓋型埴輪、人物埴輪などである。調査地2、3から5世紀代の須恵器台、調査地3からは、瑪瑙製の勾玉が出土した。円筒埴輪は、直径35センチメートル程度の中型品が主体だが、全容を残す個体が無いために、突帯の条数や器の高さは不明である。
外濠は少なくとも、外肩に葺石を施し、内提、外提に埴輪を設置していたことが判明した。ただし、大部分の調査地で、帯水を示す状況がないことから、築造時の外濠は空堀であったと考えられる。外濠の平面の形状は、後円部よりも前方部がやや広がる盾形の形状で、規模は南北の墳丘主軸長で約270メートル、前方部での最大幅約250メートルと推測できた。
内濠と外濠の後円部から前方部への開き具合や、円筒埴輪から考察すると、ニサンザイ古墳よりも遡ることを示唆する結果となった。

## 世界遺産
2019年（令和元年）7月6日に世界文化遺産 百舌鳥・古市古墳群 -古代日本の墳墓群- を構成する百舌鳥古墳群の構成資産の一部として登録されている。

## 交通アクセス
- 南海高野線堺東駅 東へ徒歩5分